# 秋田県厚生農業協同組合連合会
秋田県厚生農業協同組合連合会（あきたけんこうせいのうぎょうきょうどうくみあいれんごうかい）は、秋田県秋田市に本部を置く、農業協同組合連合会である。略称はJA秋田厚生連。

## 概要
秋田県内で、9病院・4診療所を管理運営するほか、農村医学研究所・訪問看護ステーション・居宅支援事業所等を運営する。
県立の医療機関が秋田県立脳血管研究センター（現・秋田県立循環器・脳脊髄センター）と秋田県立リハビリテーション・精神医療センターのみの県下において、傘下の各病院は県立病院と同等の医療機関としての役割を負っている。
JA秋田厚生連は診療報酬改定や医師不足によって、2006年度から2年連続で赤字に陥ったため、2009年2月に秋田県から13億4607万円の助成を受けた。この事態を受け、同年6月のJA秋田厚生連経営管理委員会で元県生活福祉部長を理事長に選任したほか、理事も大幅に入れ替わった。また同年7月1日付けで県職員2名の派遣を受け入れるなどして県との連携強化を図り、経営改善計画を策定し県に提出した。そして懸案となっていた仙北組合総合病院（現：大曲厚生医療センター）の改築、老朽化や医師不足のため一時廃止が検討された湖東総合病院（現：湖東厚生病院）の存続での新病棟の建設などの施策を推し進めた。
2014年4月、経営環境の変化や社会保障制度改革の進展の則り、第二期経営改善計画を策定。さらに2017年3月、医療介護総合確保推進法の施行に基づく秋田県地域医療構想等の進展を踏まえ、強固な経営・財務基盤を確立し、経営改善を進めるため第二期経営改善計画を改定した。

## 沿革
斜体字は、厚生連の前身に当たる直接的な組織およびその運営病院であった、秋田厚生医療センターの前身の病院を指す。
- 1932年
  - 1月19日 - 有限責任秋田医療利用組合が設立。
  - 12月1日 - 秋田市古川堀反に秋田医療利用組合の病院を開設。
- 1933年 - 平鹿、山本、五城目、由利医療購買利用組合が設立され、横手市、能代市、五城目町、本荘市にそれぞれ病院を開設。
- 1934年 - 雄勝、仙北、鹿角医療購買利用組合が設立され、湯沢市、大曲市、鹿角市にそれぞれ病院を開設。
- 1936年6月 - 秋田医療利用組合の病院を秋田組合病院に改称。
- 1938年6月 - 有限責任秋田医療利用組合が保証責任秋田医療購買利用組合連合会に改組。
- 1938年～1941年 - 各地区の中心地に設立された広区域医療購買利用組合は、町村産業組合で構成する郡連合会に改組。
- 1942年11月 - 保証責任秋田医療購買利用組合連合会を含む各郡医療購買利用組合連合会は、保証責任秋田県信販購利組合連合会に統合。
- 1943年12月 - 保証責任秋田県信販購利組合連合会は、戦時農業団体統合により秋田県農業会に移管。
- 1944年 - 県農業会は町立鷹巣病院を買収し、北秋中央病院を開設。
- 1945年 
  - 3月 - 秋田市古川堀反の秋田組合病院を県農業会による運営を終了し、秋田県立女子医学専門学校附属病院として県に寄付。
  - 7月 - 代替病院として秋田土崎港の私立病院を買収、新たに秋田組合病院を開設。
- 1948年8月2日
  - 秋田県厚生農業協同組合連合会を設立。
  - 設立登記は同年8月12日に実施。
  - 県農業会の医療施設を引継ぎ事業開始。
- 1951年8月23日
  - 厚生省より公的医療機関の指定を受ける。
  - 農協再建整備法の適用を受け、再建整備5カ年計画を策定。
- 1953年 - 秋田県農村医学会発足。
- 1965年9月 - 秋田組合病院を秋田組合総合病院に改称。
- 1967年 - 農村医学研究所を開設（平鹿）。
- 1968年 - 湖東総合病院が五城目町より八郎潟町に移転。
- 1973年 - 秋田県より地域センター病院の指定を受ける（5月14日・鹿角、山本、湖東、秋田、由利、仙北、平鹿、雄勝）。
- 1975年 - 秋田県より地域センター病院の指定を受ける（7月29日・北秋）。
- 1981年 - 由利・臨床研修病院指定。
- 1982年 - 平鹿・臨床研修病院指定。
- 1989年 - 山本組合総合病院移転新築工事竣工（附属精神病院を閉鎖）。
- 1994年 - 由利組合総合病院移転新築工事竣工。
- 2000年
  - 5月 - 秋田組合総合病院移転新築工事竣工。
  - 6月 - 秋田組合総合病院移転作業完了。
- 2003年 - 臨床研修病院指定（秋田・仙北・雄勝）。
- 2004年 - 臨床研修病院指定（鹿角・北秋・山本・湖東）
- 2005年 - 雄勝中央病院移転新築工事竣工。
- 2007年 
  - 地域がん診療連携拠点病院指定（由利・仙北・平鹿）。
  - 平鹿総合病院移転新築工事竣工。
- 2008年 - 地域がん診療連携拠点病院指定（山本・雄勝）。
- 2009年 - 地域がん診療連携拠点病院指定（秋田）。
- 2010年 
  - 北秋中央病院閉院。
  - 北秋田市設置により開院した北秋田市民病院の指定管理者制度による運営開始。
  - かづの厚生病院開院（鹿角組合総合病院は閉院）。
- 2014年 
  - 秋田組合総合病院から秋田厚生医療センターに名称変更。
  - 湖東厚生病院開院（湖東総合病院は閉院）。
  - 大曲厚生医療センター開院（仙北組合総合病院は閉院）。
- 2015年 - 山本組合総合病院から能代厚生医療センターに名称変更。

## 開設する病院
- かづの厚生病院：秋田県災害拠点病院（鹿角）
- 北秋田市民病院（指定管理者を受託、設置者は北秋田市）：秋田県災害拠点病院（北秋田）
- 能代厚生医療センター：秋田県災害拠点病院（能代・山本）
- 湖東厚生病院（2014年5月1日開院。これに伴い、湖東総合病院が閉院）
- 秋田厚生医療センター：秋田県災害拠点病院（秋田周辺）
- 由利組合総合病院：秋田県災害拠点病院（由利本荘・にかほ）
- 大曲厚生医療センター（2014年5月1日開院。これに伴い、仙北組合総合病院が閉院）：秋田県災害拠点病院（大仙・仙北）
- 平鹿総合病院：秋田県災害拠点病院（横手）
- 雄勝中央病院：秋田県災害拠点病院（湯沢・雄勝）